# Храм Покрова Пресвятой Богородицы (Лаппеэнранта)
Храм Покрова Пресвятой Богородицы (фин. Jumalansynnyttäjäjän suojeluksen kirkko) — православный храм в городе Лаппеэнранта (Финляндия). Является главным храмом Южной Карелии Хельсинкской митрополии Финляндской Православной церкви Константинопольского патриархата и старейшей православной церковью Финляндии. Церковь расположена в старой части Лаппеэнранты на территории крепости.

## История и строительство
В результате подписания Абоского мирного договора между Россией и Швецией в 1743 году город Вильманстранд перешел во владение России. Городское население в это время существенно увеличилось за счёт русских военных и гражданских поселенцев. Первый православный храм города был деревянным. Построенный в 1750-х годах, он служил полковым храмом Владимирского пехотного полка. Храм был освящён в честь праздника Покрова Пресвятой Богородицы, отмечаемого 1 октября. Во времена правления Екатерины II на территории Русской Финляндии проводились работы по перестройке старых и строительству новых военных укреплений, в числе которых была и Вильманстрандская крепость. Работами по строительству укреплений руководил российский полководец Александр Суворов. В то же время началась подготовка к строительству нового храма, который был заложен на месте разобранного деревянного в 1782 году. Строительство продолжалось три года.

## Архитектура
Новый храм в стиле классицизма в соответствии с традициями был ориентирован алтарём на восток и вмещал в себя 150 человек. Здание храма построено из кирпича, а фундамент из неотёсанного гранита.
Храм был освящён 26 августа 1785 года в честь праздника Покрова Пресвятой Богородицы. Первоначально храм предполагалось использовать для проведения богослужений для солдат, разместившихся в крепости, но и гражданское население получило возможность посещать храм. Первым настоятелем храма стал протоиерей Стефан Васильев (1783—1805). В начале XIX века приход начал расти за счёт проживающих в Вильманстранде и его окрестностях семей русских купцов, чиновников и военных. Храм стал мал растущему приходу, и было принято решение его расширить. В 1901 году началась перестройка храма, были расширены помещения между алтарём и колокольней и значительно увеличено помещение храма за счёт пристройки боковых частей. Ранее алтарь был отделён от остального пространства каменной перегородкой с тремя дверными проёмами, которая была разобрана в 1870 году при установке нового иконостаса. Трехъярусный иконостас был увеличен на 12 икон, при этом новый сводчатый потолок стал опираться на колонны, по бокам появились нефы. В таком виде храм сохранился до нашего времени.

## Иконы и церковная утварь

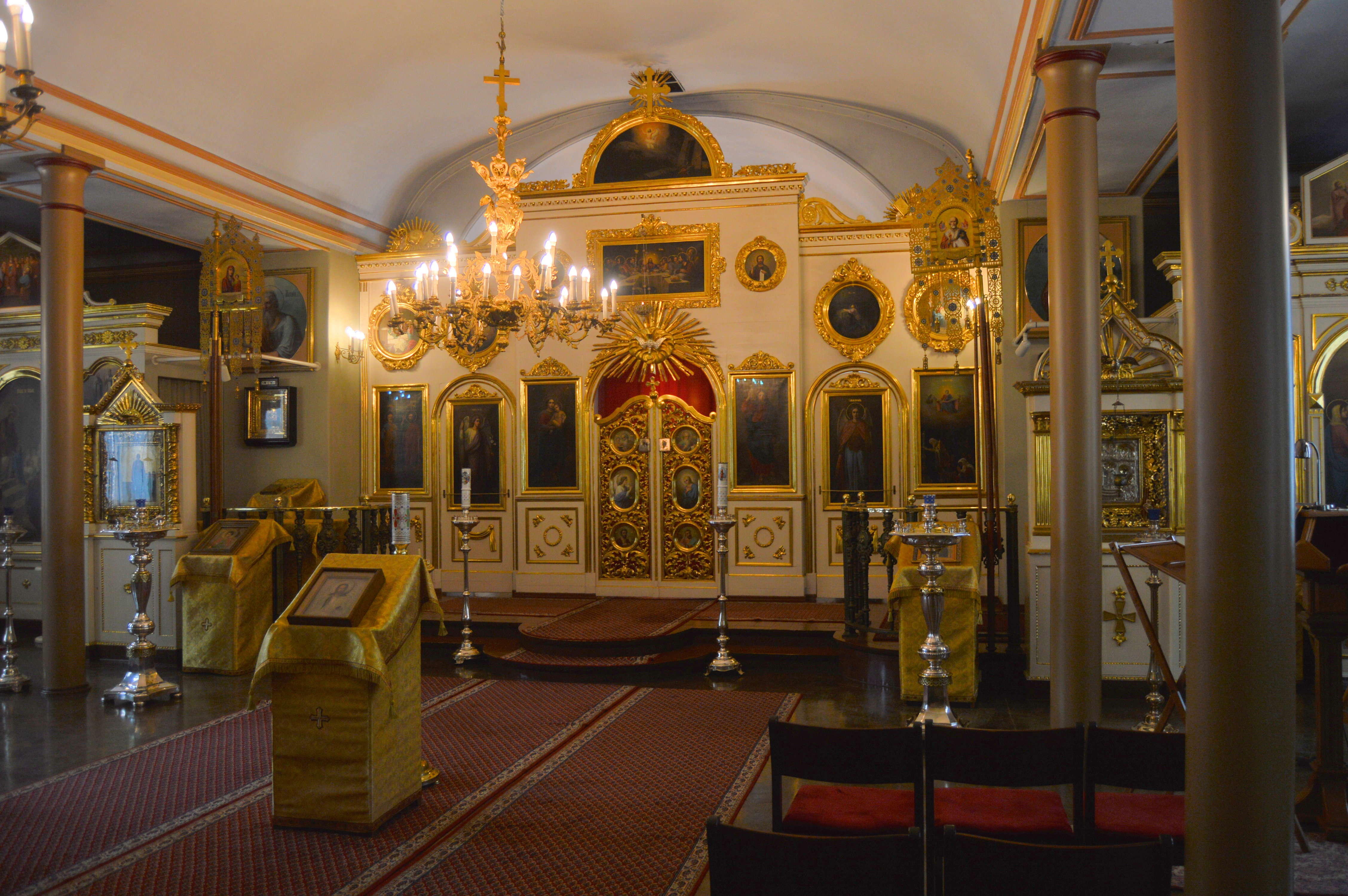

Из старейших икон XVIII века сохранилась лишь одна. Это икона Покрова Пресвятой Богородицы в ризе, она находится на правой стороне от алтаря. Храмовая утварь датирована XIX веком, большая часть её подарена приходу. В 1870 году в храме был проведён ремонт и установлен новый иконостас, приобретённый в Петербурге. Иконы написаны академиком Никанором Тютрюмовым. Малые иконостасы подарены приходу в 1903 году Петербургским подворьем Киево-Печерской лавры. В 1864 году приход получил в подарок от местных русских купцов паникадило. Хоругви и два больших подсвечника перенесены в Покровский храм в 1918 году из Лаппеэнрантского Никольского полкового храма. Последний ремонт в Покровском храме был проведён в 1985 году к празднованию 200-летия. Рядом с храмом располагается причтовый дом, построенный в 1890-е годы. Канцелярия прихода расположена в казарменном строении, построенном в 1910-е годы. Покровский храм является главным храмом Лаппеэнрантского православного прихода и самым старейшим из сохранившихся православных храмов в Финляндии. Из российских монархов посетивших храм были Александр I (в 1803 году) и Александр III с семьей (в 1885 и 1891 годах).

## Православный приход Лаппеэнранты
Лаппеэнрантский православный приход насчитывает около 2000 членов и относится к Хельсинкской Епархии Финляндской православной церкви. Приход объединяет восемь муниципалитетов провинции Южная Карелия: Лаппеэнранта, Иматра (Никольский храм, Вуоксеннискантие 3), Леми, Париккала (Часовня Иоанна Предтечи), Раутъярви, Руоколахти, Савитайпале и Тайпалсаари. Канцелярия прихода расположена в городе Лаппеэнранта. Часть прихожан составляют потомки русских эмигрантов, переселившихся в XIX в., во время революции 1917 года и в конце XX — начале XXI века, а также карельские переселенцы, вынужденные переехать в Финляндию из Карелии, и финны. Богослужения проводятся по субботам в 18 часов и по воскресеньям в 10 часов.

## Настоятели Лаппеэнрантского (Вильманстрандского) православного прихода
- 1746-1772: Петр Афанасьев
- 1773-1783: Петр Григорьев
- 1783-1805: Стефан Васильев
- 1805-1827: Василий Сафоньев
- 1827-1850: Александр Лебедев
- 1850-1852: Дмитрий Фелицин
- 1852-1867: Николай Соловьев
- 1867-1873: Михаил Буткевич
- 1873-1894: Сергей Каменский
- 1894-1896: Петр Забелин
- 1896-1897: Михаил Успенский
- 1897-1900: Иоанн Иров
- 1900-1915: Иоанн Варфоломеев
- 1915-1922: Михаил Вуйсич
- 1922-1948: Арсений Разумов
- 1949-1979: Лео Меррас
- 1979-2007: Маркус Петсало
- С 2008 по настоящее время: Тимо Тюнккюнен